# Wayland, Iowa
Wayland là một thành phố thuộc quận Henry, tiểu bang Iowa, Hoa Kỳ. Năm 2010, dân số của thành phố này là 966 người.

## Dân số
Dân số qua các năm:
- Năm 2000: 945 người.
- Năm 2010: 966 người.